# 上都路
上都路，元朝的路。
元世祖中统元年（1260年），建立其前身的开平府。中统四年（1263年），在开平府设置上都路。至元二年（1265年），設置留守司。至元五年（1268年），撤销开平府，升上都路總管府。至元十八年（1281年），升上都留守司，兼行本路總管府事。治所即元上都。辖境相当今东至河北省承德市、滦河，西至山西省广灵县、灵丘县、南至河北省涞源县、长城，北至内蒙古多伦县、正蓝旗等地。明太祖洪武二年（1369年），改為北平行省的開平府，隨後又改为北平都司的开平衛。

## 行政区划
上都路领一院（警巡院）、一县（开平县）、一府（顺宁府）、四州（兴州、松州、桓州、云州）。
顺宁府领三县（宣德县、宣平县、顺圣县）、二州（保安州领一县：永兴县，蔚州领五县：灵仙县、灵丘县、飞狐县、定安县、广灵县）。
兴州，领二县：兴安县、宜兴县。松州，未领县。桓州，未领县。云州领一县：望云县。